# Ophiomastix
Ophiomastix is een geslacht van slangsterren uit de familie Ophiocomidae. De wetenschappelijke naam van het geslacht werd in 1846 voorgesteld door Johannes Peter Müller en Franz Hermann Troschel.

## Soorten
- Ophiomastix annulosa (Lamarck, 1816)
- Ophiomastix asperula Lütken, 1869
- Ophiomastix caryophyllata Lütken, 1869
- Ophiomastix corallicola H.L. Clark, 1915
- Ophiomastix elegans Brock, 1888
- Ophiomastix flaccida Lyman, 1874
- Ophiomastix janualis Lyman, 1871
- Ophiomastix koehleri Devaney, 1977
- Ophiomastix marshallensis Devaney, 1978
- Ophiomastix mixta Lütken, 1869
- Ophiomastix ornata Koehler, 1905
- Ophiomastix palaoensis Murakami, 1943
- Ophiomastix stenozonula Devaney, 1974
- Ophiomastix variabilis Koehler, 1905
- Ophiomastix venosa Peters, 1851

### Nog van naam te veranderen soorten
- Ophiarthrum lymani De Loriol, 1893
- Ophiarthrum pictum (Müller & Troschel, 1842)

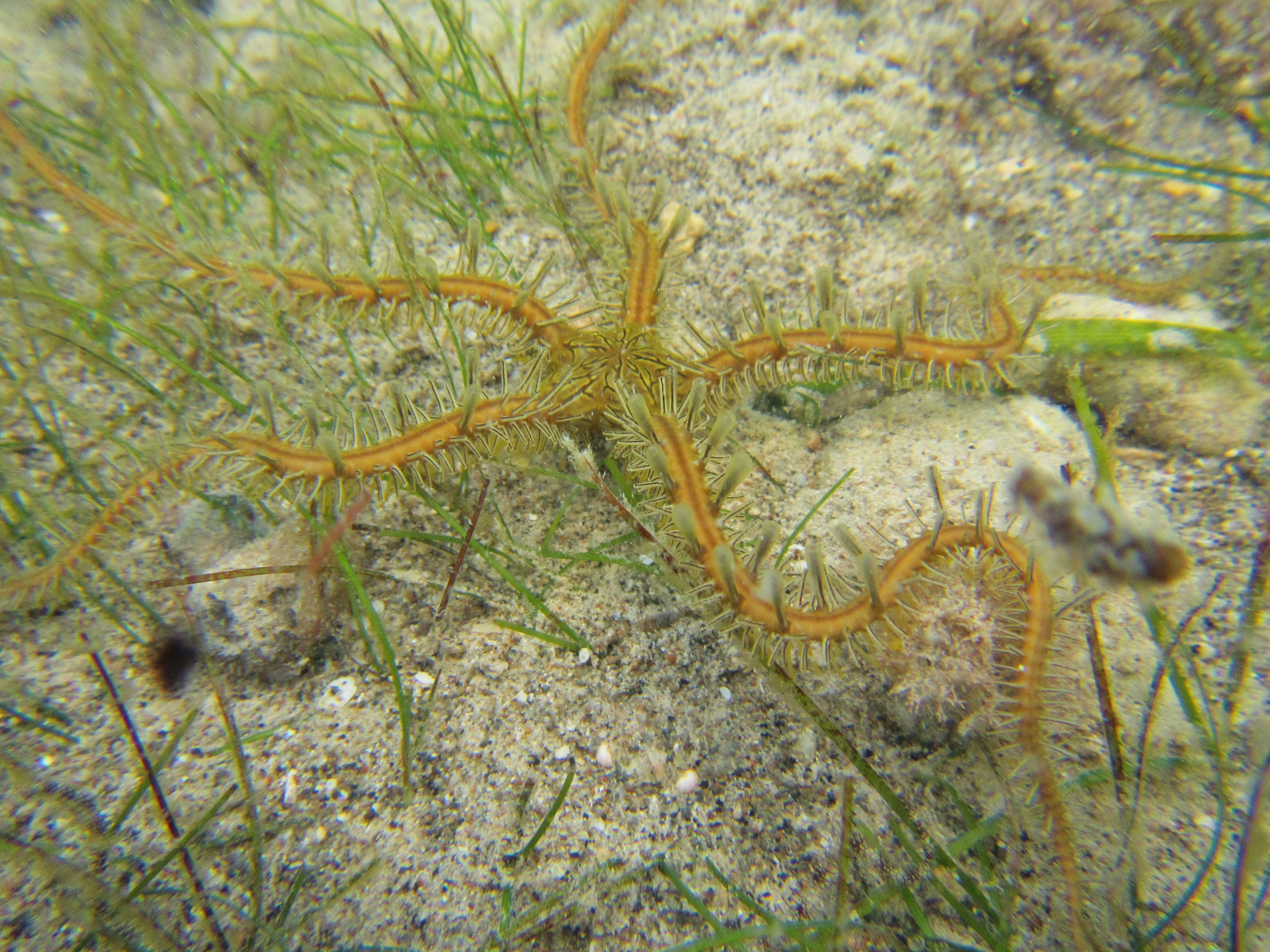
Ophiomastix venosa
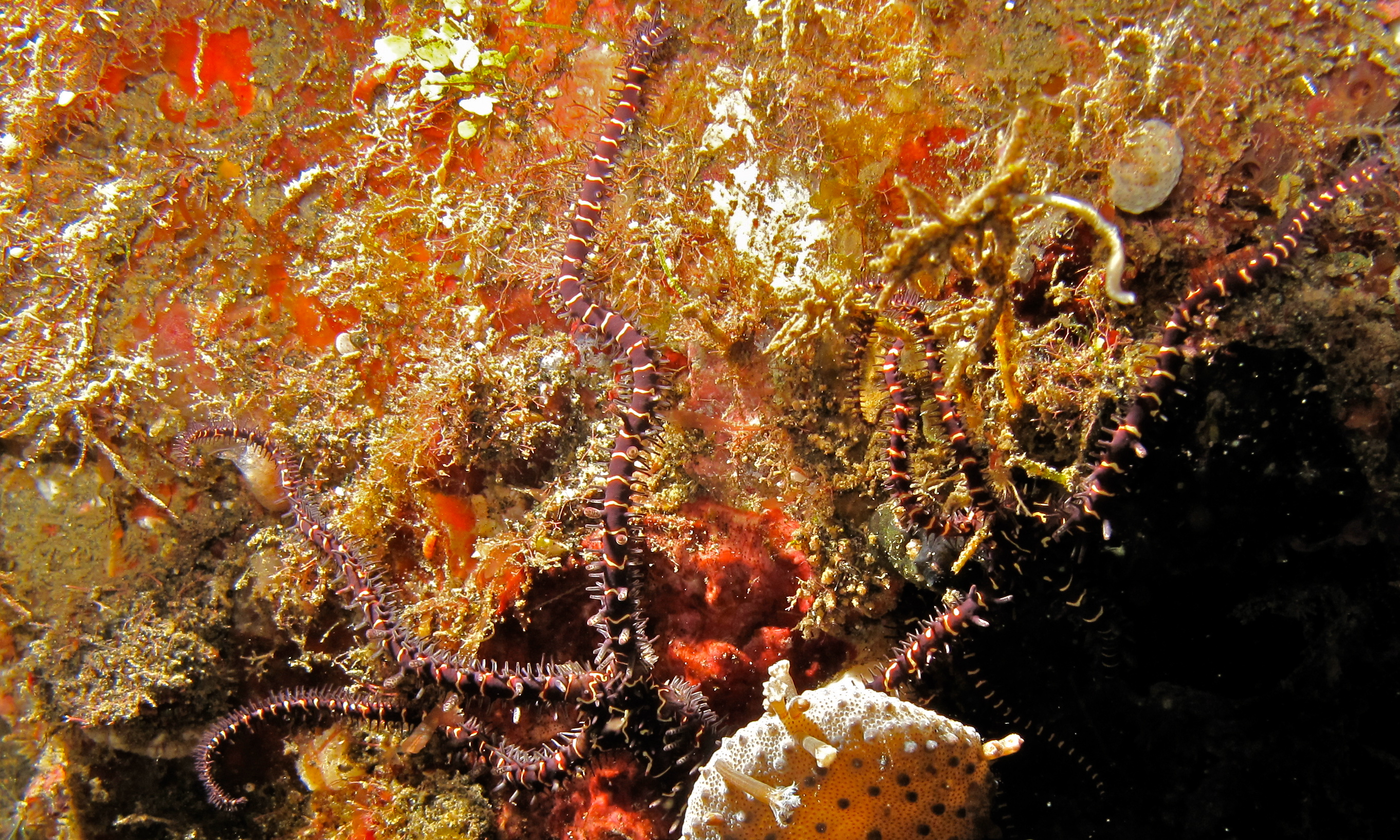
Ophiomastix variabilis